# Pleurogeophilus latisternus
Pleurogeophilus latisternus är en mångfotingart som beskrevs av Carl Graf Attems 1947. Pleurogeophilus latisternus ingår i släktet Pleurogeophilus och familjen storjordkrypare.
Artens utbredningsområde är Turkiet. Inga underarter finns listade i Catalogue of Life.